# Jenaro Villamil
Jenaro Villamil Rodríguez (Mérida, Yucatán, 2 de diciembre de 1969) es un periodista y escritor mexicano, especializado en política y medios de comunicación masiva. Realizó estudios de licenciatura en Ciencias Políticas en la Universidad Nacional Autónoma de México.
Inició como reportero y coordinador de la Unidad de Análisis Especializado en El Financiero (1989-1994), fue editor de El Financiero Sureste (1994-1996), coordinador de Asuntos Especiales en La Jornada donde publicó su columna dominical «República de Pantalla» (2000-2004). Fue reportero de la revista Proceso, de análisis político, desde 2004 hasta 2018. Fue coautor con Carlos Monsiváis, de la columna «Por mi Madre, Bohemios» entre 1999 y 2010, publicada en La Jornada y en Proceso. Fue conductor del programa Villamil Informa en Cadena RASA. 
Profesor en la Maestría de Periodismo Político en la Escuela de Periodismo Carlos Septién García (2006-2018).  
Dirigió el blog especializado en temas de comunicación y telecomunicaciones Homozapping. Fue colaborador de varios portales informativos.
Fue participante del Grupo Oaxaca, impulsor de la Ley de Transparencia y Acceso a la Información Pública que dio origen al IFAI (2002), integrante de las rondas de negociación para reformar la Ley Federal de Radio y Televisión (2001-2002) y en las reformas constitucionales en telecomunicaciones (2013) en materia de derechos de audiencia y derecho a la información.
Ha colaborado en distintas revistas especializadas en política, comunicación y medios y ha impartido más de 50 conferencias y talleres sobre estos temas, especialmente sobre la democratización de los medios de comunicación en México. Fue jurado en el premio de Nuevo Periodismo Iberoamericano, de la fundación del mismo nombre creada por Gabriel García Márquez.
Fue coordinador de la Unidad de Información, Comunicación y Análisis dentro del Gobierno del Distrito Federal (1997-2000). También integrante de la revista Crónica Legislativa (1991-1993). Fundador de la consultoría Prospecta Comunicaciones.
El 14 de febrero de 2019 fue ratificado como Presidente del Sistema Público de Radiodifusión del Estado Mexicano.  En febrero de 2024 no fue ratificado para dicho puesto, pero fue designado como encargado del despacho.

## Autor de los siguientes libros
- Ruptura en la cúpula (Plaza y Valdés, 1996).
- Los desafíos de la transición (Raya en el Agua, 1998).
- El poder del rating, de la sociedad política a la sociedad mediática (Plaza y Janés, 2001).
- La televisión que nos gobierna (Grijalbo, 2005).
- La guerra sucia del 2006, en coautoría con Julio Scherer Ibarra (Grijalbo, 2007).
- Si yo fuera presidente, el reality show de Peña Nieto (Grijalbo, 2009).
- El sexenio de Televisa (Grijalbo, 2011).
- Peña Nieto: el gran montaje (Grijalbo, 2012).
- La caída del telepresidente (Grijalbo, 2015).
- La rebelión de las audiencias (Grijalbo, 2017).
- Cleptocracia (Grijalbo, 2018).
- Dos libros digitales: Homozapping (2013) y Ciberdisidencias (2014).